# 아숨프타 세르나
아숨프타 세르나(Assumpta Serna, 1957년 9월 16일 ~ )는 스페인의 배우이다.

## 출연 작품
- 보르지아 (2011)
- 위험한 정사 (2009)
- 버츄얼 코드 (2008)
- 총독 (2007)
- 지진 속의 피아노 조율사 (2005)
- 르 인터미텐즈 델 쿠오레 (2003)
- 헨리 8세 (2003)
- 재회 (1996)
- 크래프트 (1996)
- 시몽 시네마의 101의 밤 (1995)
- 슈터 (1995)
- 샤프의 적 (1994)
- 샤프의 동료 (1994)
- 노스트라다무스 (1994)
- 샤프의 소총 (1993)
- 샤프의 이글 (1993)
- 리벌버 (1992)
- 드러그 워 (1992)
- 하바네라 (1992)
- 나는 모든 여자 중에 가장 형편없는 여자 (1990, Yo, la Peor de Todas)
- 와일드 오키드 (1990)
- 세뇨라 로라 (1986)
- 마타도르 (1986)
- 무제 (1984)
- 달콤한 시간 (1982)
- 산 정상의 페피, 루시, 봄 그리고 다른 사람들 (1980)